# うるま病
うるま病（うるまびょう）は、1954年に琉球政府の計画によりボリビアの「うるま移住地」に入植した移住者に蔓延した疫病である。最終的には、第1次と第2次移民団の約400人のうち、罹病者148人、死者15人を出すに至った。

## 背景
太平洋戦争で沖縄は戦場となり、大きな被害を出した。戦前に沖縄からボリビアに移民していた者たちは、故郷の沖縄の困窮を憂い、沖縄から戦災を生き残った人々をボリビアに呼び寄せて新たな沖縄村を建設すべく、沖縄県民の受け入れの準備を始めた。
一方、1950年、それまでの軍政を廃し、沖縄統治のための琉球列島米国民政府（USCAR：ユースカー、以後「アメリカ民政府」と記述）が設立された。数回の組織変更の後、住民自治組織である琉球政府が設立された。戦後の沖縄は、基地建設で土地を失った農民が12万人以上存在し、その上、戦前の日本統治領から沖縄出身者が10万人以上引き上げてきた。アメリカ民政府と琉球政府は、この過剰人口を解決する手段として、移住を検討し、スタンフォード大学のジェームズ・ティグナー（James Tigner）に、ボリビアなどで南米の沖縄出身者の移民活動状況の調査を依頼した。
ティグナーの報告書を受けて、1953年12月、琉球政府はボリビアに、稲嶺一郎を団長とする使節団を派遣した。使節団とボリビア政府の交渉の末、ボリビア政府は沖縄からの移民受け入れに合意した。入植先は、サンタ・クルス・デ・ラ・シエラ（以後、サンタ・クルス市と記述）の北東、直線で約70 kmにあるグランデ川の東岸の原始林であった。
1954年6月19日に那覇港を出発した第1次移民団は、インド洋、大西洋を経由し、8月5日にリオデジャネイロに到着、翌8月6日、移民団はサントスに上陸した。そこから鉄道を使い、移民団がうるま移住地に到着したのは8月15日であった。9月14日、第2次移住団がうるま移住地に到着し、第1回の募集で適格者となった400人余が移住地に入植した。

## 経緯
1954年は大干ばつに見まわれ、入植後、3ヶ月余りの間、降雨がなかった。そのため、飲料水に利用していた沼は干上がり、5 km先にある川から水を運ぶ必要があった。井戸を掘削したが、出てきたのは塩水であった。食事は、野菜類が摂取できず米や牛肉、豚肉などを塩で味付けしたものを摂取していた。季節は夏へと向かう時期で、気温は日に日に上昇していた。厳しい開拓作業と相まって、入植者には栄養失調と疲労の兆候が現れるようになった。
10月3日に原因不明の熱病で最初の死亡者がでた。その後、続々と病人が発生し、風土病的な伝染病ではないかという疑念が移民者たちに広まった。
12月にサンタ・クルス市内に宿泊施設を購入し、病人の療養所とした。1954年の年末までに4人が犠牲となった。この頃には各世帯に1〜2人程度病人がいるという状況になった。
12月26日に移住者による総会が開かれ、「風土病のある土地からは1日も早く立ち去りたい」という移住者の総意から、再移住先を探すための調査隊を組織して派遣することが決定した。翌12月27日に出発した。
1955年1月6日、ボリビア政府および琉球政府に対して、救援要請の電報を発した。この電報で「患者85人のうち4名死亡」と窮状を訴え、支援を要請した。1月27日、ラパス日本人会およびラパス沖縄県人会から救援医療品と見舞金が送られた。
2月3日、ボリビア政府の派遣した医師団3人が移住地に到着した。しかし、同日10人目の死亡者がでた。このため100人近い移住者を一時的にサンタ・クルス市へ避難させた。
2月12日、グランデ川が氾濫し、移住地周囲が水没した。交通が閉ざされ、陸の孤島と化した。さらに周辺に生息していた野ネズミが水没地帯から逃れるため、移住地に大量に侵入してきた。移住地はパニック状態となった。
1955年4月には再移住のための調査とアメリカ政府関係者およびボリビア政府と折衝を開始した。4月16日にアメリカ政府派遣の医師団および琉球政府の派遣した職員と医師が移住地に到着した。医師団は熱病が動物を媒介に感染する可能性を排除できないと考え、移住者の飼い犬を全て撲殺し、家屋のネズミ駆除を行った。また医師団らは早急に移動することを提言し、移動に強硬に反対するボリビア政府の説得にあたった。最終的にボリビア政府も妥協し、移動を許可した。
結局、移住者たちは、1年も経過しないうちに、うるま移住地を放棄し、新たな移住地への再入植を余儀なくされた。1955年6月に新移住地へ移動することになった。新移住地はうるま移住地から130 km離れた、サンフアン移住地に近いサーロ郡パロメティーヤとなった。

## 症状
琉球政府に送られた報告書によると、うるま病の症状は以下のようなものであった。
- 初期症状は、2日前後で首筋と頭部に痛みを伴い、38度前後の熱がでること。
- 中期症状は、3日前後で40度前後の熱を伴い、睡眠薬を使用しても効果がなく眠れなくなること。また肝臓が肥大し、脈拍が速くなること。子供の場合は、腹痛を訴えて吐き気を伴うものもあること。一般に悪寒や発汗は無く手足が冷えること。
- 末期症状は、呼吸困難に陥り、腹部に極度の圧迫感があって、苦闘すること。爪先と唇が黒紫色になること。

## 原因
うるま病について、正確な原因は不明のままである。移住地から琉球政府宛の電報では、「悪性マラリア」と報告された。入植者の間では原因について色々な風説が流れた。
サンフアン移住地の診療所の医師は、ウイルス性の疾患で「ボリビア出血熱」であると推測した。第1次移民団でうるま移住地に入植し、後に医師となった神谷明は「うるま病の正体は『ハンタウイルス肺症候群』である」と推測している。